# Terminal rodoviário de Sete Rios
O Terminal rodoviário de Sete Rios é uma central de autocarros situada na cidade de Lisboa, em Portugal.

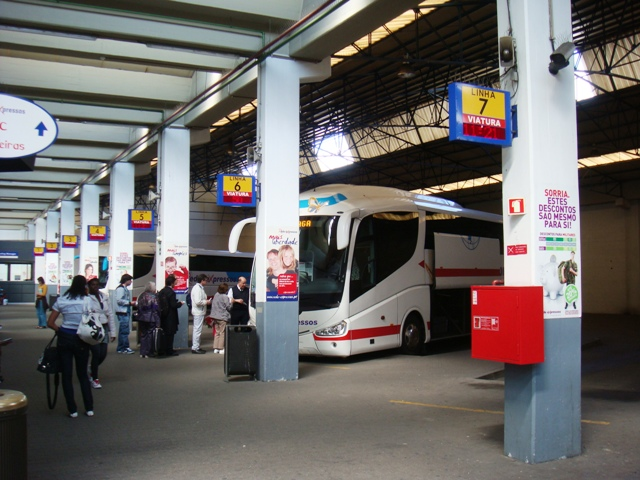
Interior do edifício, em 2010.

## História
Consiste numa estrutura provisória, instalada em antigos edifícios de manutenção do Metropolitano de Lisboa, e situada nas imediações da Praça Marechal Humberto Delgado e da Rua Professor Lima Basto. Foi originalmente concebido nos princípios da década de 2000 para acomodar um movimento de quatro mil passageiros por ano, mas em 2018 já estava a ser utilizado anualmente por milhões de pessoas.

### Década de 2000
A instalação do terminal foi anunciada em Setembro de 2002 pelo então presidente da Câmara Municipal de Lisboa, Santana Lopes, que pretendia criar «o primeiro verdadeiro nó intermodal de Lisboa», onde iriam estar ligadas quase todas as tipologias de transporte na capital, como os comboios, autocarros expressos e suburbanos, e o metropolitano, além de um novo sistema ferroviário ligeiro de superfície que estava planeado. Iria substituir o terminal rodoviário do Arco do Cego, que estava a ser utilizado pelos autocarros da operadora Rede Expressos.
A nova interface rodoviária iria ser construída num antigo complexo de oficinas e no parque de material do Metropolitano de Lisboa, tendo o plano original previsto a construção de dois novos edifícios, um deles correspondendo ao terminal em si, e que teria sete pisos, sendo o térreo de natureza técnica, para a manutenção dos serviços rodoviários, enquanto que os restantes seriam ocupados por escritórios e serviços. Previa-se que o edifício iria ser um grande núcleo rodoviário, com 14 pontos de chegada e 22 de partida para autocarros, que poderiam funcionar em simultâneo, além de várias zonas de estacionamento, que iriam ocupar três pisos, e áreas comerciais, como restaurantes e lojas. A construção do novo edifício foi orçada em 26,5 milhões de Euros, investimento que seria suportado pela Câmara Municipal de Lisboa, o Metropolitano e a operadora Carris. O complexo incluiria um segundo prédio, com nove pisos, onde seriam concentrados os vários departamentos do Metropolitano.
Em 27 de Junho de 2004, o Jornal de Notícias reportou que ainda não estava concluído o terminal provisório em Sete Rios, que estava a ser instalado em antigas oficinas do metropolitano, obra que custou cerca de dois milhões de Euros, e que foi feita pela Rede Expressos. O edifício provisório foi inaugurado em 22 de Setembro, numa cerimónia que contou com a presença do ministro das Obras Públicas, Transportes e Comunicações, António Mexia, e pelo presidente da Câmara Municipal, Carmona Rodrigues. Porém, o novo espaço foi desde logo criticado pelos utentes, que apontaram a falta de bancos, o reduzido espaço disponível, a ausência de sinalização, a deficiente climatização do espaço, e problemas na escada de acesso às estações ferroviária e do metro e à praça de táxis. Carmona Rodrigues respondeu que iriam ser tomadas medidas no sentido de melhorar as condições do terminal, incluindo a instalação de um tapete rolante para bagagens, e de coberturas contra a chuva.

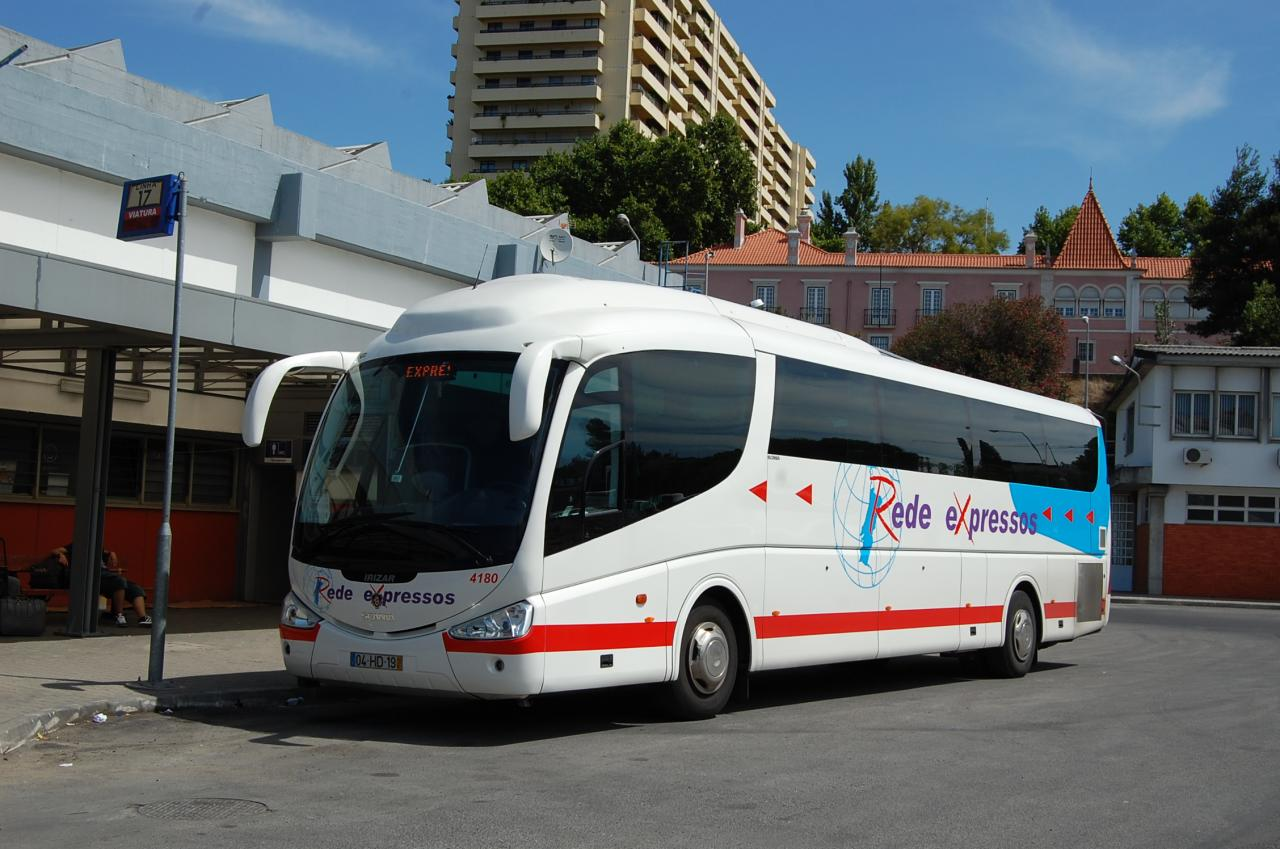
Autocarro da Rede Expressos no terminal de Sete Rios, em 2009.

### Décadas de 2010 e 2020
As obras do edifício definitivo atrasaram-se consideravelmente, levando à utilização do terminal provisório durante um período de tempo muito superior ao previsto, que era apenas de quatro anos. Como resultado, em Agosto de 2018 já estava totalmente saturado para a procura, estando a ser utilizado anualmente por milhões de passageiros. As queixas mais recorrentes eram as grandes filas para a aquisição de bilhetes, as condições de limpeza e de climatização, e a ausência de uma sala de espera autónoma, pelo que os passageiros tinham de esperar junto dos autocarros, onde estavam expostos à poluição ambiental provocada pelos veículos. Em resposta, a Rede Expressos afirmou que tinha implementado um conjunto de medidas para melhorar o funcionamento do terminal, «com sequências de partidas de 15 em 15 minutos para um total de 300 partidas diárias, estando em curso um sistema centralizado de informação sonora e visual através de monitores em vários pontos do terminal», e explicou que «durante o momento de embarque as viaturas que vêm do parque exterior onde as temperaturas são muito elevadas são ligadas de forma a proporcionar conforto no seu interior aos passageiros, situação acentuada pelas temperaturas brutais registadas nos últimos dias. A utilização das viaturas sem o ar condicionado ligado é impraticável para os passageiros, podendo provocar situações de indisposição graves». Nesse mês, a empresa anunciou igualmente a realização de obras no terminal, no valor de cerca de um milhão de Euros, que incluiria a modificação e o alargamento das áreas de espera, a instalação de equipamentos de climatização, a renovação dos pavimentos, a introdução de painéis de indicação sonoros e visuais, e a criação de «um sistema de circulação e de ventilação do ar para reduzir fumos e temperatura dentro do terminal».
Em Julho de 2024, o vice-presidente da Câmara Municipal, Filipe Anacoreta Correia, anunciou que tinha contratado a Sociedade de Transportes Colectivos do Porto para planear a construção do terminal definitivo em Sete Rios. Esta medida foi tomada no âmbito do programa RESTART - Masterplan for Lisbon's Multimodal Mobility Hubs, que estava a ser desenvolvido pela Empresa Municipal de Mobilidade e Estacionamento, no sentido de «fazer uma avaliação dos terminais rodoviários».

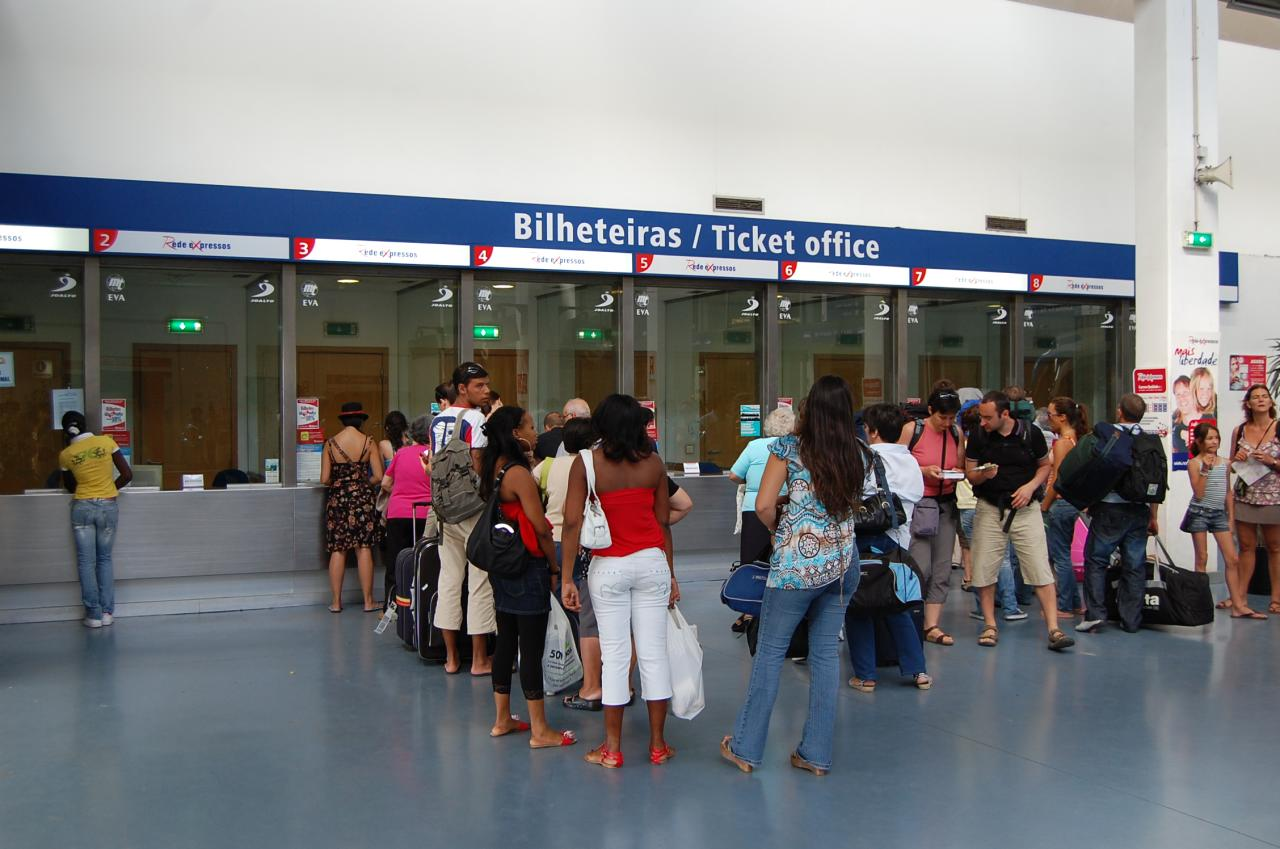
Bilheteiras do terminal, em 2009.